# Miller Anderson
Miller Anderson (n. 12 aprilie 1945, Houston, Renfrewshire, Scoția) este un chitarist și cântăreț de blues britanic.

## Discografie
- Bright City (1971)
- Celtic Moon (1998)
- Bluesheart (2003)
- Chameleon (2008)